# 塔拉斯·舍甫琴科村 (切爾尼戈夫區)
塔拉斯·舍甫琴科村（烏克蘭語：Тараса Шевченка）是烏克蘭北部切爾尼戈夫州切爾尼戈夫區的柳别奇市镇内的村落。始建於1854年，面積0.52平方公里，海拔高度152米，2001年人口337，人口密度每平方公里648.1人。